# 消费者电子控制
消费者电子控制（英語：Consumer Electronics Control，簡稱：CEC）是一个HDMI特性，设计允许用户只用一个遥控器，就能透过HDMI控制所有连接的设备。例如，用电视机遥控器控制机顶盒或DVD播放机。最多可控制15个设备。CEC也允许启用了CEC的设备无用户干预互相控制。:§CEC-3.1
CEC 是一个单线双向串行总线，基于CENELEC标准的AV.link协议完成远程控制功能。尽管CEC在产品中的实现是可选的，但CEC硬件线路是强制的（§8.1）。CEC在HDMI标准1.0中定义，在HDMI 1.2、HDMI 1.2a、HDMI 1.3a中更新（在总线中增加计时器和音频指令）:§§CEC-1.2,CEC-1.3,CEC-3.1,CEC-5。USB转CEC适配器的出现允许计算机控制启用了CEC的设备。

## CEC的商业名称
CEC有下列商業名稱：
- 1-Touch Play (Roku)
- Anynet+ (Samsung)
- Aquos Link (Sharp)
- BRAVIA Link, BRAVIA Sync, Control for HDMI (Sony)
- CE-Link, Regza Link (Toshiba)
- E-link (AOC)
- EasyLink (Philips)
- Fun-Link (Funai, Sylvania, Emerson, Magnavox, Philips)
- HDMI-CEC (Hitachi)
- INlink (Insignia)
- Kuro Link (Pioneer)
- NetCommand for HDMI, Realink for HDMI (Mitsubishi)
- RIHD (Remote Interactive over HDMI) (Onkyo)
- RuncoLink (Runco International)
- SimpLink (LG)
- T-Link (ITT, Thomson)
- VIERA Link, HDAVI Control, EZ-Sync (Panasonic)
- CEC (Vizio)

## CEC命令
以下列出最常用的 HDMI-CEC 命令：
- 一键播放：当设备开始播放时，允许设备把电视机的输入源切换到该设备。
- 系统待机：让用户能一键操作让多个设备待机。
- 频道传送：传送频道设置到另一个电视。
- 一键录制：无论当前屏幕在播放什么内容，允许用户录制到选定的录制设备。
- 定时器程控：允许用户使用许多高清电视和机顶盒内置的电子节目单去编程定时控制录制设备，如 PVR 和 DVR 等。
- 系统信息：检查所有组件的总线地址和配置。
- Deck 控制：允许一个组件对一个可回放组件（蓝光播放器或高清 DVD 播放器或录像机等）查询控制操作（播放、暂停、回退等）。
- 音量控制：允许一个组件控制另一个组件的音量。
- OSD 显示：用电视的OSD屏幕显示功能显示文字。
- 设备菜单控制：允许一个组件通过传递用户接口命令控制另一个组件的系统菜单。
- 路径控制：控制切换信号源。
- 遥控传递：允许在系统内传递遥控器指令到另一个设备。
- 设备显示名称传输：把设备友好的名字传给电视（取代 HDMI 1，HDMI 2 这种）
- 系统音频控制：允许系统内的适当设备，用遥控器控制 AV 接收器、集成的放大器或重采样器的音量。